# Myxobolus spirosulcatus
Myxobolus spirosulcatus is een microscopische parasiet uit de familie Myxobolidae. Myxobolus spirosulcatus werd in 1995 beschreven door Maeno, Sorimachi, Ogawa & Kearn. 